# Sorraia

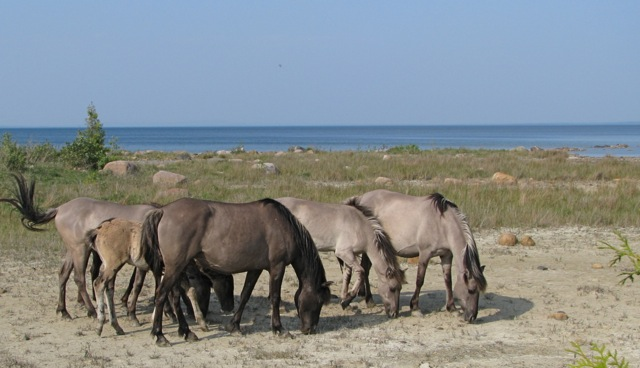
Sorraiapaarden

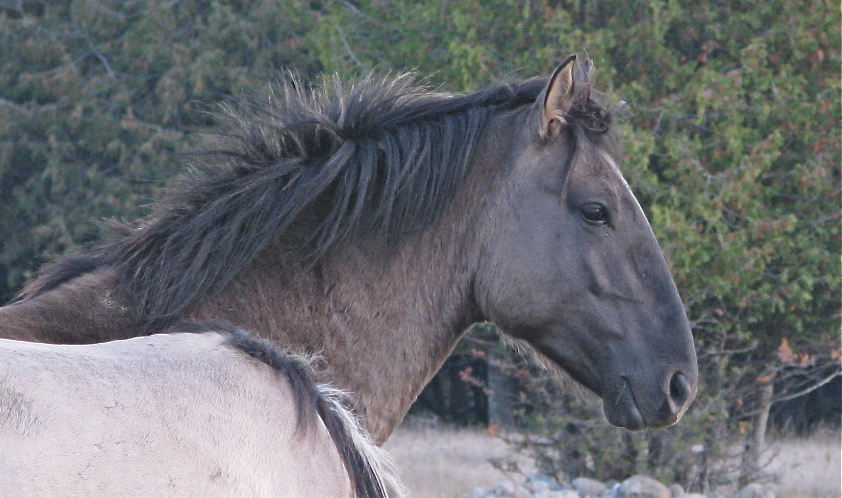
Sorraia in profiel, met typerende ramsneus

De sorraia is een zeldzaam paardenras dat zijn oorsprong heeft in Portugal. Deze paarden leven in de Sierra de San Mamede in Portugal en het stroomgebied van de Sorraia in Spanje. In het wild levende bestanden van deze paarden werden ontdekt in 1920. De populatie bestond in 2004 uit circa honderdtachtig dieren.
Sorraia's vertonen kenmerken die sterk lijken op die van de paarden die afgebeeld werden in de prehistorische tekeningen in het Middellandse Zeegebied.

## Kenmerken
Als vachtkleur domineert een lichtbruine wildkleur met aalstreep (een zwarte streep op de rug) en tweekleurige manen. De schofthoogte ligt tussen de 130 en 150 centimeter. Het lichaam is compact. Het hoofd is meer lang dan groot en toont een ramsneus. De oren zijn lang en hoog, met zwarte randen. De ogen zijn klein en staan ver uit elkaar. De borstkas van de sorraia is dun terwijl de borst juist breed is. De benen zijn lang, met harde hoeven.
Sorraia's hebben een lange, gebogen en gespierde nek die doet denken aan Spaanse en Portugese paardenrassen als de andalusiër en de lusitano. Sorraia's zijn zeer sober en sterk en hebben een goed uithoudingsvermogen.

## Fokgeschiedenis
De huidige sorraia's stammen af van een zeer oorspronkelijk paardenras en lijken direct verwant te zijn aan de tarpan. Ze vinden hun oorsprong in de westelijke regio van het Iberisch Schiereiland.
Overlevende dieren van wat ooit een grote populatie was kunnen nog worden gevonden in een gebied tussen de rivieren de Sor en de Raia, waar het ras zijn naam aan dankt. In dit gebied werden sorraia's gebruikt als rijdier en voor licht trekwerk. Ze waren populair als rijpaarden bij de veehouders in het gebied.
Het ras heeft mogelijkerwijze invloed gehad op andere Spaanse en Portugese paarden, waaronder de andalusiër, de Alter Real en de lusitano. Aangenomen wordt dat de Spaanse conquistadores enkele van deze paarden meenamen naar Zuid-Amerika, aangezien er genetische sporen van sorraia's zijn aangetroffen bij sommige paardenrassen aldaar.
In 1920 werd het paardenras herontdekt door Ruy d'Andrade, fokker van Alter Reals en lusitano's. Hij vond een kudde van ongeveer dertig paarden. D'Andrade was niet in de gelegenheid een van deze wilde paarden te vangen maar wist wel een eigen kudde sterk op de sorraia's lijkende paarden te verwerven van boeren in het gebied. De nakomelingen van deze paarden worden in Portugal nog altijd beheerd door de familie D'Andrade.
Vandaag de dag bestaat er enige twijfel over of sorraia's nog honderd procent raszuiver zijn. De situatie van het ras is vergelijkbaar met die van het przewalskipaard uit Mongolië. In diverse landen in Europa, zoals Duitsland en Nederland, bestaat belangstelling voor de sorraia.

## Afbeeldingen

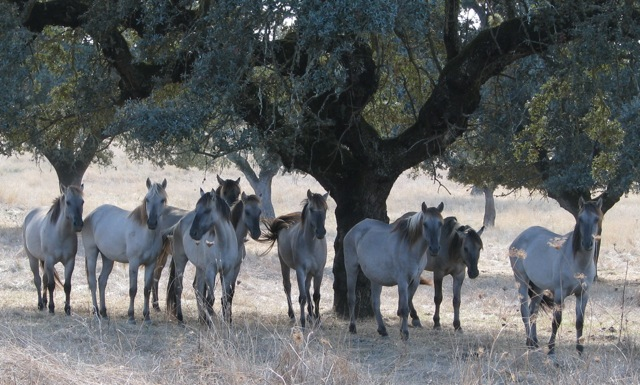
Kudde merries in de schaduw
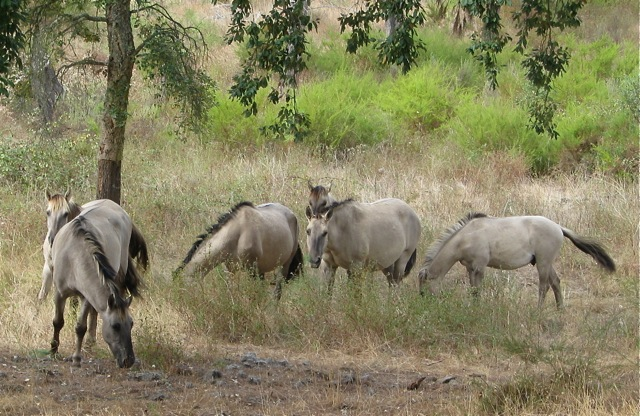
Kudde sorraia's in een natuurgebied
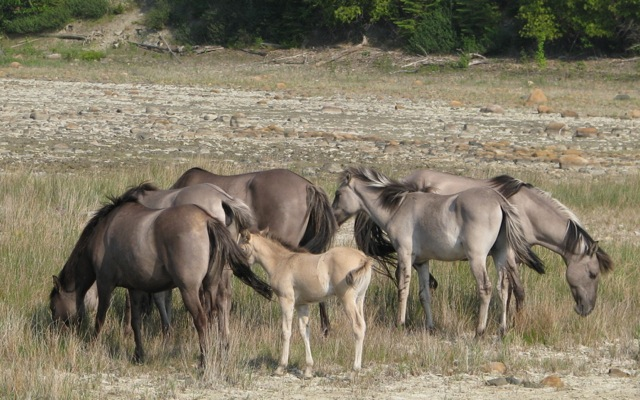
Kudde merries met veulens
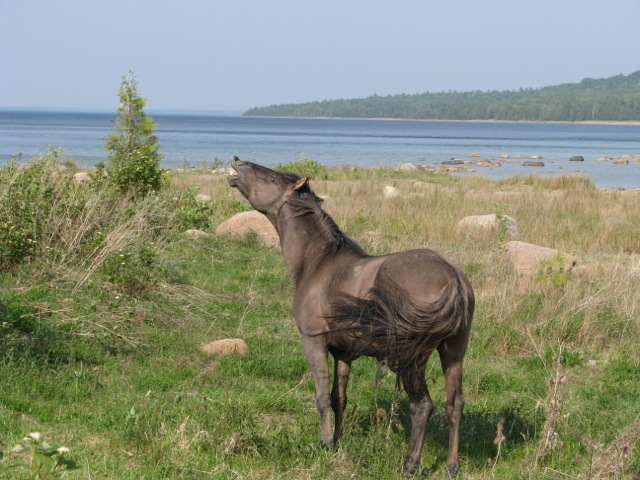
Typisch hengstengebaar ('flemen')